# Kgotla

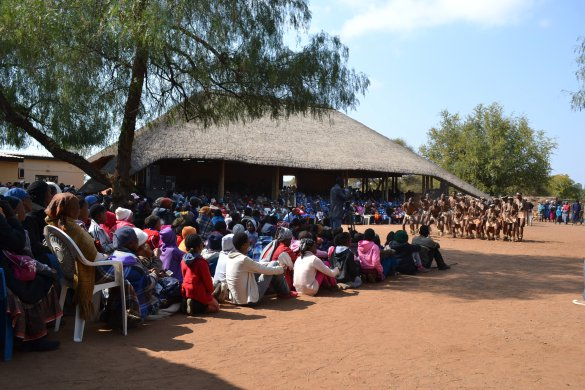
Een kgotla in actie. De term slaat zowel op de vergadering als op de plek waar deze gehouden wordt. Ook is er tijd voor andere ceremoniële gebruiken zoals op deze foto te zien is.

Een kgotla is een traditionele publieke vergadering in Botswana. Het is gewoonlijk geen democratisch instrument maar wel een plek waar iedereen gehoord kan worden voordat een besluit genomen wordt.
Voor de kgotla neemt iedereen uit bijvoorbeeld een dorp plaats in een cirkel. Deze cirkel symboliseert de gelijkwaardigheid van alle deelnemers. De kgotla wordt gewoonlijk voorgezeten door het stamhoofd. Deze vertelt wat er speelt, waar over besloten dient te worden of waar deze advies over nodig heeft. Ook kan er iemand terechtstaan. Nadat het stamhoofd is uitgesproken krijgt iedereen het woord en kan zo lang spreken als deze wil en mag niet onderbroken worden. Daarom duurt een kgotla meestal erg lang. Ook is er ruimte voor improvisatie zoals zang en dans. Nadat iedereen is uitgesproken neemt het stamhoofd een beslissing. Ook al is de kgotla niet democratisch, iedereen is tijdens het spreken wel gelijk aan elkaar en alle invalshoeken komen voorbij. De kgotla is daarmee een hulpmiddel om tot consensus te komen.
Een gezegde uit het Tswana luidt: Dialoog is de hoogste vorm van oorlog. De kgotla past in de traditie van Ubuntu.